# Ágnes Boczkó-Hornyák
Ágnes  Boczkó-Hornyák; z d. Hornyák; (ur. 2 września 1982 w Mátészalce), węgierska piłkarka ręczna, reprezentantka kraju. Obecnie występuje w węgierskim Győri ETO KC. Gra na pozycji  rozgrywającej. 
Brązowa medalistka mistrzostw Świata 2005.

## Życie prywatne
W 2012 wyszła za mąż, za Gábora Boczkó, węgierskiego szpadzistę i olimpijczyka. W 2013 urodziła syna Árona.

## Sukcesy

### reprezentacyjne
Mistrzostwa Świata:
- 2005

### klubowe
Puchar Węgier:
- (7x) 2002, 2007, 2008, 2009, 2010, 2011, 2012

Mistrzostwa Węgier:
- (5x) 2008, 2009, 2010, 2011, 2012
- (1x) 2007

Liga Mistrzyń:
- (1x) 2014
- (2x) 2009, 2012